# Loch Na Fooey
Il'Loch Na Fooey (gaelico irlandese: Loch na Fuaiche che significa Il lago della fessura) è un lago di acqua dolce di origine glaciale sito nella zona settentrionale della contea di Galway. Parte della sponda nord-orientale coincide con il confine con la contea di Mayo. Il centro abitato più vicino è Finny mentre il centro abitato più vicino della contea di Galway è Leenaun distante 11 km dal lago.
Il lago si trova in una valle delimitata a Sud dai monti del Connemara ed a Nord dai Monti Patry ubicati nella contea di Mayo. Il lago è alimentato da diversi torrenti il principale dei quali è il Fooey, la cui sorgente si trova sulla montagna di Devilsmother. L'emissario principale è il Finny che sorge dalla sponda sud-orientale del lago e fluisce verso Est fino a sfociare nel Lough Mask. 
Il lago ha una piccola spiaggia di sabbia sulla sponda Ovest.
Il lago sorge sul cratere di un vulcano estinto denominato Vulcano Finny e risalente a 490 milioni di anni fa. Sono ancora presenti tracce di lava a cuscino e rocce sedimentarie clastiche.
Sulle acque del lago è presente un'isola in prossimità della sponda sud-orientale denominata Red Island (in gaelico An tOileán Rua).
Le acque del lago sono ricche di pesci in particolare trota bruna ed esox.
Il lago è sito lungo diversi percorsi escursionistici: attualmente è presente solo un sentiero battuto sulla sponda settentrionale.
Il lago è sito lungo la strada R300.